# Mangani-obertiite
La mangani-obertiite (simbolo IMA: Mob) è un raro minerale del supergruppo dell'anfibolo, all'interno del quale viene collocato nel "gruppo degli anfiboli con W(O)-dominante" e da lì ai minerali appartenenti al "gruppo contenente la radice obertiite nel nome"; essendo un anfibolo, appartiene agli inosilicati e pertanto alla famiglia minerale dei "silicati"; possiede composizione chimica NaNa2(Mg3Mn3+Ti4+)Si8O22O2.

## Etimologia e storia
Come tutti i minerali aventi il termine obertiite, la mangani-obertiite deve in parte il suo nome in onore alla professoressa Roberta Oberti, esperta della cristallochimica degli anfiboli.
Questa specie è stata scoperta riesaminando dei campioni provenienti dalla zona del Laacher See, una regione dell'Eifel (in Germania). All'atto della scoperta il minerale era stato chiamato obertiite e in seguito è stato rinominato ferri-obertiite nell'ambito della revisione della nomenclatura degli anfiboli del 2012. Nel 2014 un'attenta revisione delle analisi chimiche ha appurato che l'olotipo contiene una quantità di manganese manganico (Mn3+) superiore a quella di ferro ferrico (Fe3+) per cui al minerale è stato nuovamente cambiato nome in mangani-obertiite.

## Classificazione
La classica nona edizione della sistematica dei minerali di Strunz, aggiornata dall'Associazione Mineralogica Internazionale (IMA) fino al 2009, elenca la mangani-obertiite con il vecchio nome obertiite nella classe "9. Silicati (germanati)" e da lì nella sottoclasse "9.D Inosilicati"; questa viene suddivisa più finemente in modo tale che la mangani-obertiite possa essere trovata nella sezione "9.DE Inosilicati con catene doppie di periodo 2, Si4O11; clinoanfiboli" dove forma il sistema nº 9.DE.25.
Tale classificazione rimane invariata anche nell'edizione successiva, proseguita dal database "mindat.org" e chiamata Classificazione Strunz-mindat.
Nella Sistematica dei lapis (Lapis-Systematik) di Stefan Weiß la mangani-obertiite si trova nella classe dei "silicati" e nella sottoclasse degli "inosilicati"; qui è nella sezione dei minerali con struttura "[Si4O11] a due bande 6-; gruppo degli anfiboli; anfiboli alcalini" dove forma il sistema nº VIII/F.08.
Anche nella classificazione dei minerali secondo Dana, usata principalmente nel mondo anglosassone, la mangani-obertiite si trova nella famiglia dei "silicati"; qui è nella classe degli "inosilicati: catene doppie non ramificate, W=2" e nella sottoclasse degli "inosilicati: catene doppie non ramificate, configurazione anfibolo W=2" dove forma il "gruppo 4, anfiboli di sodio" con il numero di sistema 66.01.03c.

## Abito cristallino
La mangani-obertiite cristallizza nel sistema monoclino nel gruppo spaziale C2/m (gruppo nº 12) con i parametri reticolari a = 9,776 Å, b = 17,919 Å, c = 5,292 Å e β = 104,05°, oltre ad avere 2 unità di formula per cella unitaria.

## Origine e giacitura
La mangani-obertiite è stata trovata nelle cavità di colate basaltiche associata a tridimite, fluoro-richterite, ematite, rutilo, egirina-augite, kinoshitalite e fluorapatite.
Il minerale è molto raro ed è stato trovato solo nella sua località tipo, la cava di "Caspar" (50.35252°N 7.2335°E) presso Ettringen (in Renania-Palatinato, Germania), mentre sono ancora in fase di indagine altri ritrovamenti, tutti in Renania-palatinato, presso la cava di "Herchenberg" (nel circondario di Ahrweiler), la cava di "Wannenköpfe", oltre che a Nickenich (nel circondario di Mayen-Coblenza) e Daun (nel circondario del Vulkaneifel).

## Forma in cui si presenta in natura
La mangani-obertiite è stata scoperta sotto forma di cristalli a forma di lamina allungata di dimensione dell'ordine della decina di micrometri e come aggregati divergenti.
Il minerale è trasparente con lucentezza vitrea; il colore è rosa pallido, mentre il suo striscio sulla mattonella di prova è bianco.